# Природно-заповідний фонд Козельщинського району
Природно-заповідний фонд Козельщинського району становить 11 об'єктів і територій ПЗФ (усі місцевого значення): 10 заказників і 1 заповідне урочище. Загальна площа ПЗФ — 3024,9 га.

## Території та об'єкти
| Назва об'єкта     | Тип, категорія, значення | Рік створення | Площа (га) | Місцезнаходження                                                                                        | Зображення |
| ----------------- | ------------------------ | ------------- | ---------- | --- | ---------- |
| «Брідок»          | Заказник гідрологічний   | 1999          | 551,9      | с. Буняківка                                                                                            |            |
| «Буртівський»     | Заказник гідрологічний   | 1979          | 150        | с. Піски                                                                                                |            |
| «Зелений бір»     | Заповідне урочище        | 1993          | 50         | с. Книшівка, Радянське лісництво, кв. 56, 57                                                            |            |
| «Ксендзівський»   | Заказник гідрологічний   | 1979          | 98         | біля с. Бутенки та с. Йосипівка                                                                         |            |
| «Михайликівський» | Заказник гідрологічний   | 1992          | 400        | с. Михайлики                                                                                            |            |
| «Пашене»          | Заказник ландшафтний     | 1994          | 518        | с. Пашенівка, Радянське лісництво, кв. 26-31, 32, вид. 1-15                                             |            |
| «Попенківський»   | Заказник гідрологічний   | 1979          | 96         | с. Харченки                                                                                             |            |
| «Псільський»      | Заказник ландшафтний     | 1994          | 362        | між селами Нижня Мануйлівка і Піски, Радянське лісництво, кв. 35, 39, 41, 43, 46, вид. 1-18, кв. 48, 49 |            |
| «Ударник»         | Заказник гідрологічний   | 1993          | 39         | смт. Козельщина, західна околиця                                                                        |            |
| «Хорішки»         | Закзаник ландшафтний     | 1994          | 735        | с. Хорішки, Радянське лісництво, кв. 12-25                                                              |            |
| «Хорунжівський»   | Заказник гідрологічний   | 1993          | 25         | с. Омельниче                                                                                            |            |